# 大庄埔
大庄埔，是新北市淡水區的一個地名，位於該區西部，範圍大致為沙崙里北部不含西北角及東北部公司田溪以北部分、油車里東北部。

## 歷史
台灣清治末期至日治前期，大庄埔地區為一街庄，稱為「大庄埔庄」，隸屬於芝蘭三堡。該庄東北與林仔街庄、水碓仔庄為鄰，東南與滬尾街為鄰，西南為油車口庄、沙崙庄，西北邊臨海。
1901年（日治明治三十四年）11月，該庄隸屬於臺北廳，編入第二十五區。1906年（明治三十九年）1月，第二十四區及二十五區、二十六區的部分街庄合併為「滬尾區」，該庄屬之。1920年（大正九年），該庄改制為「大庄埔」大字，隸屬於臺北州淡水郡淡水街。
戰後淡水街改制為淡水鎮，隸屬於臺北縣，大字亦改制為里。2010年12月，臺北縣升格為新北市，淡水鎮亦改制為淡水區。

## 交通
省道台2乙線經過大庄埔地區中西部，往北轉東可於林子接台2線主線，再往北可前往三芝、石門、金山、萬里、基隆等地；台2乙線往西南轉東南可前往北投、士林、台北市區，亦可接洲美快速道路、環河南北快速道路快速進入台北市區。

## 廟宇
- 大庄萬善堂（陰廟）

## 運動設施
- 台灣高爾夫俱樂部（部分）